# Ташёвка
Ташёвка (тат. Ташкабак) — село Вахитовского сельского поселения Верхнеуслонского муниципального района Республики Татарстан.

## География
Село расположено на правом берегу Волги, в 22 км к югу от села Верхний Услон, в 35 км от Казани и 144 км от Ульяновска, пристань на берегу Куйбышевского водохранилища.

## История
Первые русские селения на территории нынешнего Верхнеуслонского района появились в 1557 году по окончании так называемой «Казанской войны» - подавления восстаний коренного населения после завоевания Казани. Лишь весной 1557 года последние очаги сопротивления были подавлены и русские воеводы из предводителей войск превратились в правителей края. В ходе «Казанской войны» многие земли вокруг Казани опустели, их хозяева - знатные казанцы погибли. Согласно Никоновской летописи 1557 года, 1 мая 1557 года казанский воевода «боярин князь Петр Иванович Шуйский на царя и государя и архиепископу и казанскому наместнику и архимандриту и детям боярским царевы села и всех князей казанских разделил, и пахать учили на государя и на всех русские люди и на новокрещены и на чувашу». Новыми владельцами стали монастыри и архиерейский дом, русские дворяне, переведенные на службу в Казань. Значительная часть земель осталась в собственности государства, эти земли стали называться дворцовыми. На дворцовых землях в начале XVII в. была основана Ташёвка. Уже в 1623 году, в Межевой части Книги письма и меры Ивана Леонтиевича Скобельцына да подъячаго Якова Власьева есть упоминание Ташёвки, или как тогда писали Таш Кабака: “Учинена межа митрополичьим сенным покосам межь Ташь Кабака и Тенков с митрополичьих сел и деревень села Покровскаго ...”.
По другой версии, деревня основана Иваном Грозным, а жители переселены сюда позднее из разрушенного им Новгорода.
Подати с дворцовых крестьян шли на содержание царского двора.
В 1693 году село Ташёвка, вместе с другими старинными дворцовыми селами и деревнями Шелангой, Гребенями, Матюшино, Ключищами, Теньками и Лабышкой было передано во владение Кириллу Алексеевичу Нарышкину, комнатному стольнику и кравчему царя Петра Алексеевича. Род Нарышкиных, по официальной родословной, происходил от знатного крымского татарина Нарышка, выехавшего в 1463 году на службу к великому князю московскому Ивану III и принявшему крещение. После смерти Кирилла Алексеевича Ташёвка досталась старшему сыну - Семену Кирилловичу Нарышкину, а затем его племяннику Павлу Петровичу Нарышкину. В 1841 году сын Павла Петровича Дмитрий Павлович Нарышкин стал владельцем всех свияжских земель и Ташёвки в том числе. Дмитрий Павлович был женат на иностранке, скорее всего, на француженке, Дженни Фалькон, бывшей актрисе Михайловского театра в Санкт-Петербурге. Их единственная дочь - Аделаида, вышедшая в 1863 году замуж за представителя древнего итальянского рода, маркиза Александра-Николая Филипповича Паулуччи, стала наследницей имения Нарышкиных. После смерти Аделаиды Дмитриевны официальным владельцем более 6000 десятин земли и получателем огромных выкупных платежей с крестьян сел Шеланга, Гребени, Ташевка, Матюшино, Ключищи стал Александр-Николай Филиппович Паулуччи.
До реформы 1861 жители относились к категории помещичьих крестьян. Помещичьей усадьбы в селе не было, но лес за Ташёвкой называли Барским. Занимались земледелием, разведением скота, садоводством, промыслами по добыче камня, извести, алебастра и гипса, торговлей.
Известный путешественник Григорий Москвич в своем Иллюстрированном практическом путеводителе по Волге так описывал Ташёвку: "Село это в старину пользовалось печальной известностью, так как служило местопребыванием известного разбойника Якима, наводившего страх на всю округу и производившего грабежи на Волге".
В 1886 году было открыто волостное правление и земское училище.
В Географическо-статистическом словаре Российской Империи (том 4), изданном в 1873 году, есть заметка: “С. Ташевка славится лучшими в губернии яблоневыми садами, коих насчитывают до тридцати.”
В “Полном географическом описании нашего отечества: Настольной и дорожной книге для русских людей (том 6)”, изданном в  1901 году, есть такое упоминание:  “На правом берегу Волги находится с. Ташевка (Никольское), существовавшее еще в XVII в. … Селение расположено на берегу Волги, в долине, между двух гор - Гребневской и Якимовской. Последняя, по рассказам стариков, служила местоприбыванием разбойника Якима, который со своей шайкой производил грабежи по Волге. ... Жители, кроме земледелия, занимаются садоводством и добыванием алебастра и извести. Находящийся против села остров называется "Юнусов".”
В 1903 году известный историк, краевед, этнограф, археолог Александр Николаевич Минх в казанском журнале "Деятель" №12  публикует литературное произведение “От Саратова до Казани полвека назад”, где так описывает Ташевку: “Недалеко от Казани лежит большое село Ключищи, далее Ташевка (я сделал набросок этого села): в 10 верстах от города, на правом берегу Волги, расположено это небольшое селение в логу, с обеих сторон которого подымаются горы: недалеко от берега стоит маленькая деревянная церковь розового цвета.”
Справочник “Приволжские города Казанской губернии” так описывает Ташевку: “Ташевка - село Свияжского уезда, свое название получила от протекающей по селу небольшой речки. … Сельское училище, учрежденное в 1886 г., помещается в собственном доме, при нем есть яблоневый сад. Обучается в училище 28 мальчиков и 2 девочки, окончило курс со времени открытия 7 мальчиков и 1 девочка. На содержание училища расходуется в год 269 рублей. В селе находится волостное правление, оно помещается в общественном деревянном доме, выстроенном волостью. В селе Ташевке 108 дворов и 112 жилых помещений, наличных жителей 281 мужчин и 245 женщин, все они русские, православные. Народонаселение увеличилось за последние 25 лет на 19 мужчин и 28 женщин. Во владении землевладелицы маркизы Е.М. Паулуччи имеется земли: под полями 2017 десятины 617 сажен, лугами 353 десятин 1268 сажен, выгоном 583 десятин 450 сажен, лесом 2 десятины 300 сажен, садами и огородами 75 десятин, а всего 3715 десятин 1950 сажен. У крестьян в общинном владении земли: под полями 723 десятины 1274 сажени, лугами 3 десятины 1744 сажени, лесом кустарником 6 десятин 600 сажен, выгоном 131 десятина 1538 сажен, садами и огородами 41 десятина 1340 сажен, а всего 905 десятин 1696 сажен. Главныя занятия жителей села - земледелие и садоводство.”
В 30-x годах XX века был создан колхоз “15 лет Татарской Республике”, просуществовавший до 1948 года. Потом он был переименован в «Имени Мичурина», а в 1956-м стал филиалом матюшинского колхоза «Волга».
В советское время около села существовали пионерлагеря «Космический» завода синтетического каучука, «Здоровье» стройтреста № 2.

## Население
Число жителей: в 1782 году — 267 душ муж. пола; в 1859 году — 423, в 1897 году — 390, в 1908 году — 425, в 1920 году — 460, в 1926 году — 542, в 1938 году — 508, в 1949 году — 360, в 1958 году — 390, в 1970 году — 234, в 1979 году — 159, в 1989 году — 117, в 2002 году — 84 чел.

## Церковь
В XVIII веке в Ташёвке строится церковь. В Справочной книге Казанской Епархии 1904 г. есть упоминание: "Церковь деревянная, построена в 1736 г. на средства прихожан, однопрестольная, в честь Покрова Пресвятыя Богородицы. От Казани в 18 верстах, от Свияжска в 25 верстах. Приходские деревни: Гребени в 3 верстах, Новое Маматкозино в 8 верстах". На ташевском кладбище хоронили умерших из этих деревень. В церкви пользовалась особым почитанием древняя икона Нерукотворного образа, пожертвованная неизвестно кем. 30-x годах XX века церковь была закрыта и разрушена. Известны имена некоторых священников:
- с 1864 г. по 1866 г. - Сельский Дмитрий Павлович.
- С 1875 г. по 1881 г. - Ласточкин Александр Гурьевич.
- В 1904 г. - Давыдов Иван Иванович.
- с ? по 1931 г. - Львов Константин Николаевич. Последний священник до закрытия прихода. Арестован 29.04.1931 как "участник кулацкой группировки, антиколхозная деятельность".

В настоящий момент церковь восстанавливается, настоятель прихода иерей Валерий Варнашов.

## Памятники и достопримечательности
Памятник природы регионального значения: «Ташёвские склоны»
Ташевское городище

## Транспорт
В летнюю навигацию в Ташёвку из Казани ходят речные пассажирские суда.